# عمر يورتسيفن
عمر يورتسيفن (مواليد 19 يونيو 1998) هو لاعب كرة سلة تركي يلعب في مركز لاعب الوسط في نادي ميامي هيت.